# Heinrich V. (Drama)

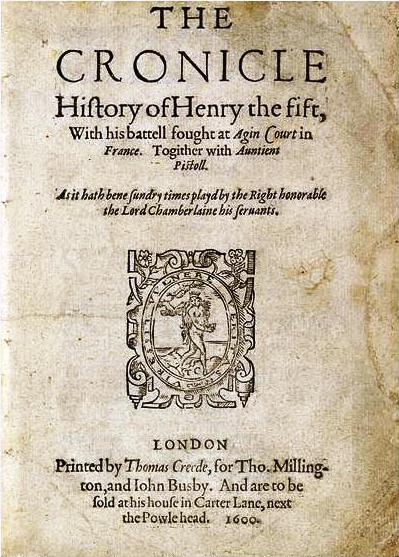
Titelseite der ersten Quarto von 1600

Heinrich V. (frühneuenglisch The Cronicle History of Henry the fift) ist ein Schauspiel von William Shakespeare.
Es handelt vom Leben Heinrich des Fünften, berichtet von den Ereignissen rund um die Schlacht von Azincourt und der Heirat des Königs mit der französischen Prinzessin Katharina von Valois. Die Hauptquelle war die zweite Auflage von Raphael Holinsheds Chronicles aus dem Jahr 1587. Das anonym verfasste Schauspiel The Famous Victories of Henry V wurde vom Autor wohl ebenfalls verwendet. Shakespeare hat das Werk vermutlich 1599 fertig gestellt und es wurde mit großer Wahrscheinlichkeit zu dieser Zeit im Globe aufgeführt. Die erste belegte Aufführung datiert vom 7. Januar 1605 am Hof von König James. Es wurde erstmals im Jahr 1600 in einer verkürzten aber möglicherweise autorisierten Version gedruckt. Die Folioausgabe von 1623 ist deutlich umfangreicher. Das Stück ist in England außerordentlich populär, seine bekannteste Adaption ist die Verfilmung von Laurence Olivier aus dem Jahre 1944.

## Handlung

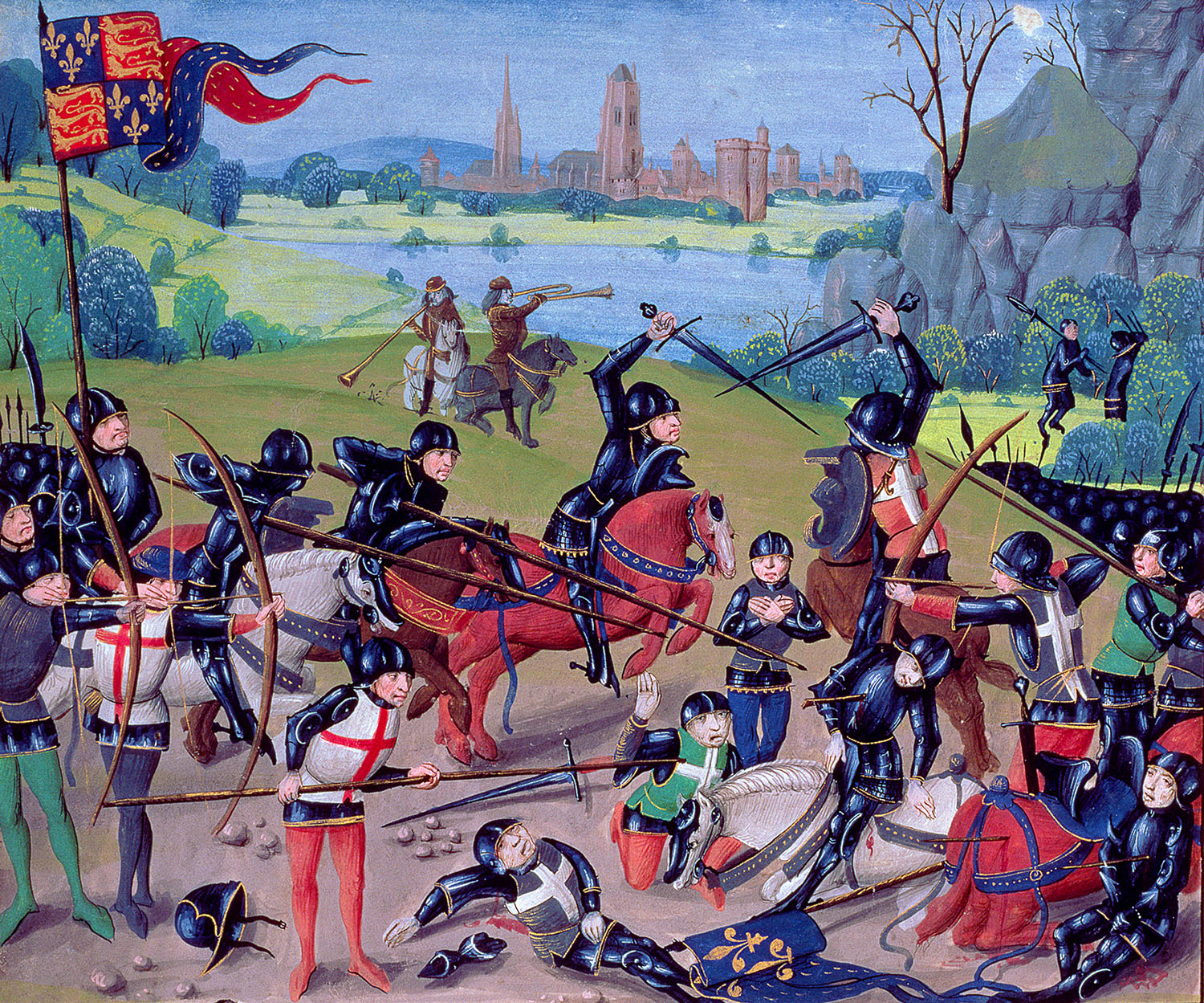
Schlacht von Azincourt

Der Erzbischof von Canterbury und der Bischof von Ely sind besorgt wegen einer Gesetzesvorlage, die König Heinrich V. unterbreitet wurde und die, sollte sie Gesetz werden, die Beschlagnahme eines beträchtlichen Kirchenvermögens bedeuten würde. Da kommt dem Erzbischof die Idee, die Aufmerksamkeit des Königs auf einen Krieg gegen Frankreich zu lenken. In einer ausgeklügelten Argumentation legt er Heinrichs Anspruch auf den französischen Thron dar, weil Heinrichs Ururgroßmutter eine Tochter des französischen Königs war; in Frankreich gelte freilich die weibliche Abstammung nicht, weswegen die Invasion des Landes das probate Mittel sei. Heinrichs Bedenken, die Schotten könnten seine und der Truppen Abwesenheit zu einem Einfall in England ausnutzen, räumt er mit dem Vorschlag aus, Heinrich solle nur mit einem Viertel des Heeres gegen Frankreich ziehen. Als der Dauphin von Frankreich die Ansprüche des jungen englischen Königs zurückweist und ihm – ein Affront – eine Kiste voller Tennisbälle schickt, verkündet Heinrich, Frankreich erobern zu wollen.
Doch vor der Abfahrt taucht die erste Gefahr auf: Von den Franzosen bestochen, haben sich die englischen Adeligen Sir Thomas Grey, Lord Scroop von Masham und der Graf von Cambridge verschworen, um Heinrich zu töten – das Komplott wird aufgedeckt, und Heinrich lässt die Männer hinrichten. Nun ist der Weg frei. Heinrich: Fröhlich zur See! Die Fahnen fliegen schon. Kein König Englands ohne Frankreichs Thron! (II.2) Getrübter ist dagegen die Stimmung bei einigen Soldaten (Pistol, Nym, Bardolph), die einst unter dem alten Falstaff dienten und nun den Tod ihres Anführers betrauern.
Heinrich beginnt die Kriegshandlungen mit der Belagerung von Harfleur. Da anfängliche Kämpfe keine Entscheidung bringen, fordert er den Stadtgouverneur auf, die Tore zu öffnen, andernfalls werde er die Stadt seinen Soldaten überlassen, was Mord und Plünderung bedeute; auf diese Drohung hin erklärt der Gouverneur, die Tore zu öffnen. Heinrich lässt Harfleur neu befestigen und besetzen und will mit dem Hauptteil seines erschöpften Heeres in Calais überwintern. Bardolph ist wegen eines Diebstahls in Harfleur zum Tode verurteilt worden – der König billigt das Urteil gegen seinen früheren Freund, und Bardolph wird gehenkt.
Inzwischen hat der französische König ein ansehnliches Heer gesammelt und stellt sich damit Heinrich bei Azincourt entgegen. Die Chancen für Heinrich stehen schlecht: 12.000 ermattete Soldaten gegen 60.000 ausgeruhte Feinde. Entsprechend ersehnen die Franzosen den Morgen, während die Engländer ihn fürchten. Doch sieht Heinrich eher das Positive: „There is some soul of goodness in things evil“ (IV.1.4). Unerkannt mischt er sich unter seine Soldaten, und das Gespräch kommt u. a. auf die Verantwortung des Königs:
Will. : Aber wenn seine Sache nicht gut ist, so hat der König selbst
eine schwere Rechenschaft abzulegen,[…]am Jüngsten Tage[…]schreien alle:
»Wir starben da und da«,[…]
K. Hein. : […]Krieg ist seine [Gottes] Geißel, Krieg ist sein Werkzeug
der Rache,
[…] Jedes Untertanen Pflicht gehört dem König,
jedes Untertanen Seele ist sein eigen! (IV.1)
Vor der Schlacht bei Azincourt hält Heinrich eine große Rede (St.-Crispins-Ansprache), mit der er seine Soldaten ermutigt, und erreicht das scheinbar Unmögliche: Trotz ihrer zahlenmäßigen Überlegenheit werden die Franzosen vernichtend geschlagen. Bei zehntausend toten Franzosen sind nur neunundzwanzig Engländer gefallen. Die Einnahme des englischen Lagers und das Niedermetzeln der Pagen durch die Franzosen vermögen das nicht zu ändern.
Heinrich erkennt in diesem überwältigenden Sieg den Eingriff Gottes und befiehlt das Te Deum singen zu lassen.
Der 5. und letzte Akt führt zur Aussöhnung zwischen England und Frankreich. Bei Troyes bringt der Herzog von Burgund die verfeindeten Könige Karl und Heinrich zusammen und verdeutlicht in seiner Rede die Folgen des grausamen Krieges. Zum Friedensschluss gehört auch die Hochzeit Heinrichs mit der französischen Prinzessin Katherina, weswegen Heinrich nach Karls Tod auch den französischen Thron innehaben wird. So endet das Stück letztlich mit einer friedlichen Szene und optimistischen Erwartungen:
Isab. : Gott, aller Ehen bester Stifter,
[…]So sei Vermählung zwischen euren Reichen,[…]
Daß Englische und Franken nur die Namen
von Brüdern sein: Gott sage hierzu Amen! (V.2)

## Literarische Vorlagen und kulturelle Bezüge

### Die Titelfigur

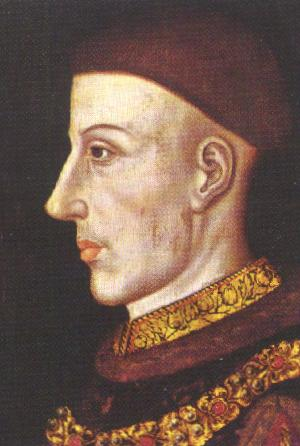
Heinrich V. von England

Die Titelfigur Heinrich V. wird nach dem epischen ersten Prolog durch ein Zwiegespräch zwischen dem Erzbischof von Canterbury und dem Bischof Ely eingeführt. Er wird an dieser Stelle so umfassend charakterisiert, dass das Publikum keine seiner Handlungen im späteren Verlauf des Stücks überraschen kann. Er wird als vorbildlicher, alle Qualitäten eines Fürstenspiegels beweisender Regent dargestellt. Mehr noch zeigt Heinrich dieselbe Volksnähe, wie sie die zu Zeiten Shakespeares regierenden Tudors demonstrierten. Der junge König wandelt sich mit dem Tod seines Vaters von einem ausschweifenden, lasterhaften Prinzen zu einem verantwortungsbewussten und ernsten Regenten. Shakespeare schildert hier eine erzieherische Tradition, die bis in die Neuzeit für junge Adelige galt: dass diesen nach dem Abschluss der formalen Ausbildung und vor der anstehenden Übernahme von Verantwortung eine große Freiheit zum Sammeln von Erfahrungen gewährt wurde. Heinrich ist plötzlich (I,1,32) ein anderer geworden, zudem ein Gelehrter in der Theologie, in bewundernswerter Weise gebildet. Die politische Theorie beherrscht er wie die kriegstheoretischen Diskurse – als hätte er sich nie mit etwas anderem beschäftigt. Dem Publikum wird ein überlebensgroßer Held vorgestellt – und der Auftritt Heinrichs in der zweiten Szene bestätigt die von Canterbury und Ely suggerierten Erwartungen. Forsch und dennoch ernsthaft drängt Heinrich die beiden dazu, die Rechtslage hinsichtlich seines Anspruchs auf den französischen Thron zu prüfen. Als Oberster Richter und Feldherr behält er sich die Entscheidung vor, achtet aber das geltende Völkerrecht. Die Frage der Verantwortung für die Folgen eines Kriegszugs ist für ihn ein bedrückendes Problem, das völkerrechtlicher Klärung bedarf. Shakespeares Heinrich ist charakterlich und moralisch gestärkt und rechtlich ermächtigt, als Verkörperung des idealen Herrschers die anstehenden Aufgaben anzugehen.

### Shakespeares Quellen
Shakespeares wichtigste Quelle für Henry V war das von ihm für alle britischen Stoffe benutzte Geschichtswerk von Raphael Holinshed, die Chronicles of England, Scotland and Ireland. Shakespeare benutzte vermutlich die zweite Auflage (1586–87). Shakespeares dramatische Darstellung eines historischen Stoffes war nicht immer das erste Bühnenstück über diesen Stoff. So ist auch bei Henry V der Einfluss der Historie „The Famous Victories of Henry V “ unverkennbar. Der Autor ist unbekannt – nachweislich ist nur, dass es vor 1588 verfasst, und der Titel 1594 im Stationers Register eingetragen wurde. Deutliche Übereinstimmungen mit Shakespeares Historie zeigen, dass er das Stück gut kannte. Und der Einfluss von „The Famous Victories of Henry V “ wird deutlich an Einzelheiten wie z. B. in den folgenden Szenen: Der Tennisballszene (I,2); der um Gnade bittende franz. Gefangene (IV,4); und in der Werbeszene (V,2). In der Vorarbeit zu seinen Römerdramen nutzte Shakespeare neben seiner Hauptquelle, der Übersetzung von Plutarch durch Sir Thomas North, auch Tacitus Annales die 1598 von Richard Grenewey übersetzt wurden. Die berühmte Nachtszene (IV,1), in der König Heinrich sich verkleidet unter seine Truppen begibt, um deren Stimmung zu erfassen, deuten klar erkennbar auf die Schilderung Tacitus´ hin, wie Germanicus sich verkleidet unter die römischen Legionäre begab, um deren Kampfmoral zu prüfen.

### Historischer Hintergrund
Als Heinrich V. (1387–1422) 1413 den englischen Thron bestieg, war die Ausgangslage zwiespältig: Sein Vorgänger und Vater, Heinrich IV. (1367–1413), hatte England innenpolitisch gefestigt und die Finanzlage Englands war so gut wie schon lange nicht mehr. Aber Englands Position im Ringen um die französische Krone – im sogenannten Hundertjährigen Krieg (1339–1453) – war schlecht: Abgesehen von einzelnen Stützpunkten wie Calais und Cherbourg waren alle Territorien auf dem Festland verloren gegangen. Nach der Niederschlagung von Verschwörungen durch die politisch-religiöse Bewegung der Lollarden und einer Verschwörung, die den Earl von March auf den Thron bringen sollte, aber von diesem verraten wurde, war die Herrschaft Heinrichs in England gesichert. Er nutzte eine innenpolitische Krise Frankreichs, um seine Ansprüche dort mit Waffengewalt zu vertreten.

### Die Schlacht von Azincourt
Die Schlacht von Azincourt am 25. Oktober 1415 war ein Triumph der Engländer über das französische Ritterheer. Desorganisation und mangelnde Disziplin führten dazu, dass die französischen Ritter unkoordiniert und in kleinen Gruppen gegen eine gut vorbereitete und befestigte Stellung der Engländer anrannten und dabei von abgesessenen Rittern und Bogenschützen geschlagen wurden (siehe Hans Delbrück – Geschichte der Kriegskunst). Von den angeblich 25.000 Franzosen waren in wenigen Stunden 8.000 bis 15.000 – die Zahlen sind wahrscheinlich stark übertrieben – gefallen oder in Gefangenschaft, während die Engländer nur rund 400 Gefallene zu beklagen hatten. Am schwersten wogen jedoch sicherlich die Verluste des Hochadels, da fast alle Anführer der französischen Ritter bei der Schlacht ums Leben kamen.

### Vertrag von Troyes
Der hohe Blutzoll seines Adels schwächte Frankreich nachhaltig. Heinrich V. konnte weite Teile Nordfrankreichs besetzen und sicherte sich 1420 im Vertrag von Troyes seine Ansprüche auf den französischen Thron durch seine Heirat mit Katharina von Valois, der Tochter des französischen Königs Karl VI. Der damit faktisch übergangene Dauphin Karl VII. (1403–1461) weigerte sich, den Vertrag anzuerkennen, konnte aber erst mit Hilfe der charismatischen Jeanne d’Arc (1412–1431) die Machtverhältnisse in Frankreich ändern.

## Prolog/Prologsprecher
Den Prologen und insbesondere dem Prologsprecher kommt in Henry V eine wichtige Verbindungsfunktion zu, weil das Stück durch große Zeit- und Ortsdistanzen geprägt ist. Der als Chorus agierende Prologsprecher richtet sich gleich zu Beginn des Stückes an das Publikum und erläutert diese Umstände(28-31).
[…]denn es sind eure Gedanken, die nun unsere Könige schmücken müssen.
Tragt sie hierher und dorthin überspringt Zeiten, verwandelt die Errungenschaft
vieler Jahre in ein Stundenglas.
Prologe sind bei Shakespeare höchst selten anzutreffen. Sie stellen bei Henry V eine planmäßige Weiterentwicklung der in Henry IV. enthaltenden Prologfigur und des Epilogs dar. Die Funktion des Prologs ist in Bezug des Stückes als eigenständige Gattung, der Historie zu sehen. Am Ende des ersten Prologs richtet der Sprecher sich mit einer Bitte an das Publikum was die Funktion sowie die Gattung des Stückes verdeutlicht (32).
[…]gestattet mir als Chor Zutritt zu dieser Geschichte [history] …
Zu Shakespeares Zeiten war der Prologsprecher ein schwarz gekleideter Schauspieler und hat bei Henry V die mit 223 Zeilen zweitlängste Rolle nach der Titelfigur inne. Es ist denkbar, dass zu damaliger Zeit der Erstaufführungen Shakespeare die Rolle des Prologsprechers selber übernommen hat, da zu Beginn des Epilogs der Sprecher sich selbst als «our bending author» bezeichnet.

## Text
Der heute verwendete Text von Henry V geht in aller Regel auf die Folioausgabe von 1623 (F1) zurück, jener ersten, posthum veröffentlichten Gesamtausgabe der Shakespeare-Dramen. Gegenüber der Quartausgabe (Q1) von 1600 (siehe Abbildung) bietet die Foliofassung einen vollständig erscheinenden Text. Dieser ist mehr als doppelt so lang wie der Text der Quartos und enthält zudem die Prologe. Hier findet sich auch erstmals eine Akteinteilung, wenn auch nicht an den Stellen wie es der Leser, und vor allem Zuschauer heute gewohnt ist, d. h. vor den Prologen. Die heutige Akt- und Szeneneinteilung geht auf die Shakespeare-Herausgeber des 18. Jahrhunderts zurück und entsprach den dramaturgischen Erfordernissen der geschlossenen Bühne. Die elisabethanische Bühne war hingegen nach drei Seiten offen (siehe Abbildung).
An mehreren Stellen im Stück werden Vergleiche mit der römischen Geschichte angestellt, ein Beleg dafür, dass Shakespeare bereits an Julius Caesar (1599) arbeitete. In einem Fall ist die Beziehung zwischen Henry V und  Julius Caesar auch für weniger mit der Materie Vertraute nicht zu übersehen. Die einleitenden Worte der berühmten Rede des Mark Anton: „Friends, Romans, countrymen, …“ (III,2,75), werden im Prolog zum 4. Akt von Henry V als „… brothers, friends and countrymen.“ (IV,34) vorweggenommen.

## Interpretation
Henry V ist nicht nur ein patriotisches Stück, es enthält auch ausgesprochen nationalistische Aussagen. Im kosmopolitischen 18. Jahrhundert war es deshalb weit weniger geschätzt als im 19. und 20. Jahrhundert. Zu besonderer Popularität gelangte es kennzeichnend in England immer dann, wenn Krieg herrschte, so während der Burenkriege und in den beiden Weltkriegen. Das Problem des Patriotismus und Nationalismus in Henry V zeigt, wie sehr das elisabethanische Zeitalter – hier stellvertretend durch Shakespeare – universalistisch-mittelalterliche und neuere, in der Renaissance entstandene Strömungen vereint.
Kath.: Ist es möglich, dass ich sollte den Feind von Frankreich lieben?

Hein.: Nein, es ist nicht möglich, dass du den Feind von

Frankreich liebst, Kate; aber indem du mich liebst, liebst

du den Freund von Frankreich, denn ich liebe Frankreich

so sehr, dass ich kein Dorf davon hergeben will; ich will

es ganz für mich haben. Und, Kate, wenn Frankreich

mein ist und ich dein, dann ist Frankreich dein und

du bist mein.(V. 2)
Die Beurteilung einer anderen Nation wird grundlegend an ihrem Verhalten vor dem Hintergrund christlicher Gemeinsamkeit getroffen. Die Wertigkeit dieser christlichen Nationen hängt unmittelbar von dem moralischen Verhalten ihrer durch Gott eingesetzten Fürsten und Könige ab. Dem idealisierten Führer in der Person Heinrichs steht ein degenerierter französischer Adel gegenüber. Mehr noch, der Dauphin und andere Aristokraten ergehen sich in maßloser Selbstüberschätzung und zeigen offen dem englischen Volk und seiner Führung ihre Verachtung. Zahlreiche, auch uns vertraute Klischeevorstellungen werden artikuliert oder suggeriert, um die Franzosen von vornherein als degeneriertes Volk erscheinen zu lassen. Die Engländer stehen selbst unter der Kritik von Seiten des französischen Adels (III,5), als die physisch Stärkeren da. Konsequent findet diese Darstellung der Gegensätzlichkeiten der Engländer und Franzosen vor und nach der Schlacht ihre Fortsetzung.
Das Stück ist aber abgesehen von dem aus der damaligen Zeit her zu interpretierenden Konflikt zwischen Frankreich und England und den Erfahrungen des Hundertjährigen Krieges nicht als konfliktfrei zu bezeichnen. Der eigentliche Konflikt findet sich in der Titelfigur Heinrichs wieder, er handelt nicht aus privatem Interesse, dennoch ist der Konflikt innerlicher Natur und wird in ihm ausgetragen. Dieses innerliche Mit-sich-aneinandergeraten des Königs mit seiner intensiven Eindringlichkeit, wird von ihm bis zur Verkleidungsszene (IV,1) durch seine poetisch überhöhten Reden zu Ausdruck gebracht.

## Rezeption
Besonders auf die St.-Crispins-Tag-Rede wird im Anglo-amerikanischen Kulturraum oft Bezug genommen, wenn es darum geht, eine begrenzte Personenzahl für eine besondere Herausforderung zu motivieren oder zu belohnen. So nimmt der Titel der amerikanischen TV-Miniserie Band of Brothers – Wir waren wie Brüder ebenso auf die von Shakespeare Heinrich V. in den Mund gelegte Ansprache Bezug, wie das Zitat We few, we happy few, we band of brothers in einem Fenster der Westminster Abbey, das den Anstrengungen der Royal Air Force in der Luftschlacht um England gewidmet ist.

### Verfilmungen
- Heinrich V., Regie Laurence Olivier aus dem Jahr 1944
- Henry V., von und mit Kenneth Branagh aus dem Jahr 1989
- The Hollow Crown: Henry V, Regie Thea Sharrock aus dem Jahr 2012
- The King, von David Michôd aus dem Jahr 2019

In den ersten beiden Verfilmungen wurden die Dialoge des Originals weitgehend übernommen.

## Textausgaben
Englisch
- T. W. Craik (Hrsg.): William Shakespeare: King Henry V. The Arden Shakespeare. Third Series. Bloomsbury, London 1995. ISBN 978-1-904271-08-6
- Andrew Gurr (Hrsg.): William Shakespeare: King Henry V. The New Cambridge Shakespeare. Cambridge University Press 2005. ISBN 978-0-521-61264-7
- Gary Taylor (Hrsg.): William Shakespeare: King Henry V. Oxford Shakespeare (Oxford World’s Classics). Oxford University Press 1982. ISBN 978-0-19-953651-1

Deutsch, zweisprachig
- Frank Günther (Hrsg.): William Shakespeare: König Heinrich V. Zweisprachige Ausgabe. ars vivendi, Cadolzburg 2005. ISBN 978-3897161771
- Max Wechsler, Barbara Sträuli Arslan (Hrsg.): William Shakespeare: King Henry V. König Heinrich V. Englisch-deutsche Studienausgabe. Stauffenburg Verlag, Tübingen 2010. ISBN 978 3 86057 555 0
- Dieter Hamblock (Hrsg.): William Shakespeare - King Henry V , König Heinrich V. Englisch-Deutsche Ausgabe. Reclam-Verlag, Stuttgart 1995. ISBN 3-15-009899-8